# 熊沢世莉奈
熊沢世莉奈（くまざわ せりな、1997年〈平成9年〉4月17日 - ）は、日本の声優であり、女性アイドルグループ・HKT48の元メンバーである。福岡県出身。ホーリーピーク所属。

## 略歴
2011年
- 7月10日、HKT48の1期生オーディションに合格する[2]。
- 10月23日、西武ドームで開催された『「フライングゲット」発売記念全国握手会イベント「AKB48祭り powerd by AKB48 ネ申テレビ」』で、他のHKT48メンバーと一緒にお披露目された[3]。
- 11月26日、HKT48劇場杮落とし公演で劇場デビューした[4][5]。

 2012年 
- 3月4日、チームHが結成された際、正規メンバー16名の1人に選ばれた[5]。

 2014年 
- 1月11日、大分県・iichikoグランシアタで行われた「HKT48九州7県ツアー〜可愛い子には旅をさせよ〜」初日夜の部で、「クラス替えと称したチーム再編」が発表された[6]。

 2022年 
- 1月20日、チームKⅣ「制服の芽」公演で卒業発表した[7]。
- 3月3日、代々木アニメーション学院福岡校を卒業した[8]。同校在籍自体は前述卒業発表の際に公表していた。
- 4月3日、博多国際展示場＆カンファレンスセンターで開催されたHKT48 2ndアルバム『アウトスタンディング』劇場盤発売記念「2ショット写真会」をもってHKT48を卒業した[9]。
- 4月4日、有限会社ホーリーピークに所属する[1]。

## 人物
趣味はゲーム、アニメ・舞台鑑賞、コスプレ。特技はダンス。

## 作品
- VoiSona かざまつりあさひ（2024年）

## 出演
太字はメインキャラクター

### テレビアニメ

#### 2023年
- フシギ学園魔法部！　(メロ)

### 舞台
- 舞台「HKT48指原莉乃座長公演」（2015年4月8日 - 23日、明治座 / 8月15日 - 31日、博多座） - ひまわり 役[11]
- 舞台「博多座開場20周年記念公演「仁義なき戦い〜彼女（おんな）たちの死闘編〜」」（2019年11月9日 - 24日、博多座） - 目崎武志 役
- 舞台Flying Trip vol.18『ギミトリックバード』」（2022年7月13日 - 21日、こくみん共済 coop ホール / スペース・ゼロ）- 二宮みさこ 役[12]
- 舞台「放課後戦記2022」（2022年11月29日 - 12月4日、シアターミクサ）- 都解未明 役
- 舞台「ラストアンコール」（2023年3月23日 - 4月2日、博品館劇場）- 明音 役
- 舞台「アサルトリリィ イルマ女子美術高校 The Gleam of Dawn」（2023年4月13日 - 19日、かめありリリオホール）- 手島恋町 役
- ミュージカル「超次元ミュージカル「ネプテューヌ」」（2023年9月28日 - 10月1日[注釈 1]、CBGKシブゲキ!!） - コンパ 役[14]
- 舞台「カルネアデスの感触」（2023年10月12日 - 10月15日(出演12日,14日、コフレリオ新宿シアター）- 檜山彩 役
- 舞台「メイホリックシアター15 舞台『マジでトキメけ☆少女たち!!〜ホシのミライ〜』」（2023年11月8日 - 12日、CBGKシブゲキ!!）- 軟手弥燃 役[15]
- 舞台「メリークリスマス」（2023年12月21日 - 12月25日、バルスタジオ）- 菅沼世蓮 役
- 舞台「夜明」（2024年2月29日 - 3月3日、BIG TREE THEATER）- 文 役
- 舞台「空の匣庭　team ARKADIA」（2024年4月26日 - 29日、萬劇場） - サンダルフォン 役
- 舞台「青空メロディーズ〜2nd melody〜」（2024年7月24日 - 7月28日、新宿村LIVE） - 浜辺凪咲 役[16]
- 舞台「KIHIKARI」（2024年8月15日 - 8月19日、赤坂レッドシアター）- エマ・ヤング 役
- 舞台「「アサルトリリィ・イルマ女子美術高校」-The Bond with the White Rose-」（2024年12月5日 - 15日、こくみん共済 coop ホール / スペース・ゼロ）- 手島恋町 役[17]
- ミュージカル「ｍｏｄｅｒａｔo 〜刻を奏でるラジオ〜」（2025年2月5日 - 9日、シアター風姿花伝）- 真中華奈子 役
- ミュージカル「モンブラン～黄昏のROUTE69～」（2025年6月18日 - 22日、シアターグリーン BIG TREE THEATER- 春野スミレ 役[18]
- 舞台「青空メロディーズ〜Last melody〜」（2025年7月24-27日、CBGKシブゲキ‼） - 浜辺凪咲 役[19][20]
- 舞台「舞台「アサルトリリィ」-眞說・御台場迎撃戦-」（2025年9月20日 - 25日、シアター1010）- 手島恋町 役[21]

#### 朗読劇
- 朗読劇「箱庭同窓会(再演)」（2022年10月7日 - 10日（出演7日 - 9日、アトリエファンファーレ高円寺） - 七緒千尋 役
- 朗読劇「リトル・ノエル」（2022年12月21日 - 25日(出演23日 - 25日、新宿シアター・ミラクル）- 篠田トモリ 役
- 朗読劇「ドリアン・グレイの肖像」（2023年5月6日、TOKYO FM HALL） - シビル・ヴェイン / ヴィクトリア・ウォットン / イーニッド 役[22]
- 朗読劇「異世界転生したら大恐竜時代でオワタ。～氷河期で奮闘編～」 2023/6/29 - 7月2日、コフレリオ新宿シアター）- ダコサウっぴ 役
- 朗読劇「マッチングアプリ:アップルボム(仮)」（2023年7月26日-30日、シアターサンモール）- ルン
- 朗読劇 キミに贈る朗読会「きれいで かわいい きみがすき」（2024年2月10日 - 2月12日（出演10日,11日）、MsmileBOX渋谷）- 八城真美 役
- 朗読劇 「ボイスト8～Voice & Stories 予選Aブロック『えのじょ放送部 vs. サイバスフィア』～」（2024年4月20日、ところざわサクラタウン ホールB）- 白洲七海 役
- 朗読劇「シアター(再演)」（2024年5月15日 - 26日（出演16,17,21,23,26日）、シアター風姿花伝）- やよい 役
- 朗読劇「ボイスト9～Voice & Stories 予選Aブロック『えのじょ放送部 vs. kIllIng mE』～」（2024年5月19日、ところざわサクラタウン ホールB）- 白洲七海 役
- 朗読劇 「キミに贈る朗読会 短編集『レイニー・ヴァニラ・グレイス「水曜日のヒュプノス」』」（2024年6月2日、MsmileBOX渋谷）- 渡井ナギサ 役
- 朗読劇「ボイスト12 ～あかねさす＋えのじょ放送部『あかねさす紫の 息吹は澄めり』～」（2024年8月31日、ところざわサクラタウン ホールB）- 白洲七海 役
- 朗読劇「キミに贈る朗読会 ピグミーシーホース」（2024年10月26日 - 27日、MsmileBOX渋谷）- 佐藤三日月 役[23]
- 朗読劇「Voice & Stories ランダムマッチ交流戦 UNDERCΦDE VS えのじょ放送部「The First Impression 第1印象から決めてました! 〜三人ならきっと…～」 」（2025年2月15日、シアター代官山）- 白洲七海 役
- 朗読劇「Voice & Stories ボイスト予選最終試合　えのじょ放送部 vs. ダンデライオン「転移転生～君は今までに焼いたカルビの枚数を覚えてる？～」 」（2025年4月13日、恵比寿・エコー劇場）- 白洲七海 役
- 朗読劇 キミに贈る朗読会 「レディメイドレディ」（2025年5月17,18日、MsmileBOX渋谷）- マリア 役

### ゲーム

#### 2017年
- 超銀河乙女大戦RPG『スターレット』（アイン）

#### 2024年
- ビビッドワールド 体験版（トリプラ、モリオン）

#### 2025年
- シャインポスト Be Your アイドル！（風祭朝陽）[24]

### ラジオ
- ラジオ 「カリメン」(2021/7/21~8/25(コーナーゲスト), 2021/10/6~2022/3/23(水曜準レギュラー))
- ラジオ 「ステラ☆MELLOW TUNE！〜寧々と愛のねぇねぇ、アイにきませんか？〜」（2024年2月15日 ゲスト出演）
- ラジオ「結婚式は あいのなか で」（2024年10月19日,26日 ゲスト出演）

### 映画

#### 2017年
- １／４８計画（本人役）

### その他
- 声優 e-sports部 5期生
- AI歌声ライブラリ「LAUGH DiAMOND」風祭朝陽
- メディアミックスプロジェクト「ボイスト Voice＆Stories」白洲七海

## 書籍

### 2022年
- My Girl　vol.35

## ディスコグラフィ

### キャラクターソング
| 発売日  | 商品名                                        | 歌                                                                | 楽曲                 | 備考                               |
| 2024年  | 2024年                                        | 2024年                                                            | 2024年               | 2024年                             |
| ------- | --------------------------------------------- | ----------------------------------------------------------------- | -------------------- | ---------------------------------- |
| 5月19日 | えのじょ放送部 2nd Single「凪グライダー」     | 白洲七海(熊沢世莉奈)                                              | 「凪グライダー」     | 『ボイスト Voice & Stories』関連曲 |
| 2025年  |                                               |                                                                   |                      |                                    |
| 4月13日 | えのじょ放送部 3rd Single「江ノ島ダイアリー」 | 藤沢芽瑠(石飛恵里花)、白洲七海(熊沢世莉奈)、関祭詩奈(双葉きなり） | 「江ノ島ダイアリー」 | 『ボイスト Voice & Stories』関連曲 |

### HKT48・AKB48での参加曲

#### シングル選抜楽曲

##### HKT48名義
- スキ!スキ!スキップ!
  - 今がイチバン - うまくち姫名義
- メロンジュース
  - そこで何を考えるか?
  - 泥のメトロノーム - うまくち姫名義
- 桜、みんなで食べた
  - 昔の彼氏のお兄ちゃんと付き合うということ - Team KIV名義
- 控えめI love you !
  - 今 君を想う
  - 夏の前 - Team KIV名義
- 12秒
  - ロックだよ、人生は…
  - ハワイヘ行こう - Team KIV名義
- しぇからしか!
  - 夢見るチームKIV - Team KIV名義
  - 恋の指先
- 74億分の1の君へ
  - 図々しさを貸してちょうだい - ダイヤモンドガールズ名義
- 最高かよ
  - 夢ひとつ - 穴井千尋と仲間たち名義
  - Go Bananas! - Team KIV名義
- バグっていいじゃん
  - キスが遠すぎるよ - ダイヤモンドガールズ名義
  - HKT48ファミリー
- キスは待つしかないのでしょうか?
  - 隣の彼はカッコよく見える - プラチナガールズ名義（下野由貴とのWセンター）
- 早送りカレンダー
  - 会いたくて嫌になる - やっぱりみたらし団子名義
- 意志
  - 誰より手を振ろう
  - いつだってそばにいる
  - 大人列車はどこを走ってるのか? - 8%名義
- 3-2
  - How about you ? - Lit charm名義
  - 青春の出口
- 君とどこかへ行きたい
  - UFO募集中

##### AKB48名義
- ギンガムチェック
  - あの日の風鈴 - ウェイティングガールズ名義
- 鈴懸の木の道で「君の微笑みを夢に見る」と言ってしまったら僕たちの関係はどう変わってしまうのか、僕なりに何日か考えた上でのやや気恥ずかしい結論のようなもの
  - ウインクは3回 - HKT48名義
- 君はメロディー
  - Make noise - HKT48名義

#### アルバム楽曲

##### AKB48名義
- 1830m
  - 青空よ 寂しくないか? - AKB48+SKE48+NMB48+HKT48名義

## ライブ・イベント
- 「Road to DiAMOND ～初めまして、ラフダイです～(仮)」（2024年10月20日、YOANI Live Station）風祭朝陽 役[25]
- 「LAUGH DiAMOND×ゆきもじ 2マンライブ『Road to DiAMOND ～炎のタイマン?!勝負～（仮）』」（2025年4月29日、ZEAL THEATER TOKYO）風祭朝陽 役[26]
- 「みっさっとみんなのぴょん祭り♡Vol.2」（2025年7月12日、原宿ストロボカフェ）ゲスト出演[27]